# Dong Liu
Dong Liu (Liaoning, China, 24 de diciembre de 1973), conocida como el “expreso de Dalián”, es una atleta china especialista en las carreras de medio fondo.
Desde el año 2007 vive en España y está casada con el ex-seleccionador de atletismo de fondo Luis Miguel Landa.

## Carrera deportiva
Dong Liu fue campeona del mundo júnior de 1500 metros en 1992. Al año siguiente, fue segunda en los Juegos de Asia del Este y campeona del mundo de atletismo en 1500 metros. En aquella final y con tan sólo 20 años adelanto por tan solo 3 segundos a la atleta irlandesa Sonia O'Sullivan.
Tras discutir con su entrenador en septiembre de 1993, dejó la competición en 1994 y 1995.
En 2011 regresó a la competición defendiendo los colores del equipo femenino del Club Atletismo Bikila. Actualmente[¿cuándo?] pertenece al Canguro Amateur Athletic Club.

## Carrera académica
Licenciada en Educación Física en 2001 y Entrenadora Nacional Alto Nivel en 2005 en China.
Entrenadora de Club en 2009 y Entrenadora Nacional en 2010 en España. Nivel III IAAF.
Ha escrito junto a su marido Luis Miguel Landa el libro Entrenamiento de fondo para mujeres de la editorial Libros Cúpula.

## Palmarés
- Campeona del mundo de atletismo en 1500 metros en 1993 en Stuttgar (Alemania).
- Campeona del mundo júnior en 1500 metros en 1992 en Seúl (Corea), con récord de los campeonatos hasta el 2012 (Barcelona).
- Subcampeona en los Juegos de Asia del Este en 1993 en Shanghái (China).
- Campeona de China de 800 metros en 1993. Actual plusmarquista de Asia de 800 metros.
- Campeona de España de Campo a Través Veterana en los años 2014, 2015 y 2016.
- Campeona de España Veterana de 10 km en 2014.

## Marcas personales
| Superficie | Prueba | Tiempo (m:s) | Fecha |
| ---------- | ------ | ------------ | ----- |
| Pista      | 800 m  | 1:55.54      | 1993  |
| Pista      | 1500 m | 3:56.31      | 1997  |

## Honores y galardones
- Premio de la XXXV Carrera de la Ciencia del Consejo Superior de Investigaciones Científicas. “Por sus Valores Profesionales” Madrid (ESP) 2015.
- Premio “Como imagen para el mundo en el Deporte y la Cultura” del “The World Sport and Culture Exchange Communication Festival”, Beijing (CHI) 2016.

## Publicaciones
- Entrenamiento de fondo para mujeres (2014).